# سایه‌های سفید در دریاهای جنوبی
سایه‌های سفید در دریاهای جنوبی (انگلیسی: White Shadows in the South Seas) فیلم صامت ماجراجویانه عاشقانه محصول آمریکا به کارگردانی دبلیو. اس. ون‌دایک و رابرت فلاهرتی که در ژوئیه ۱۹۲۸ اکران شد.

## خلاصه فیلم
یک دکتر الکلی در جزیره پلی نسیان که از بهره‌برداری‌های بومی‌های منطقه به انزجار آمده اما خود را در جزیره ای زیبا و دست نخورده می‌بیند.